# Офра

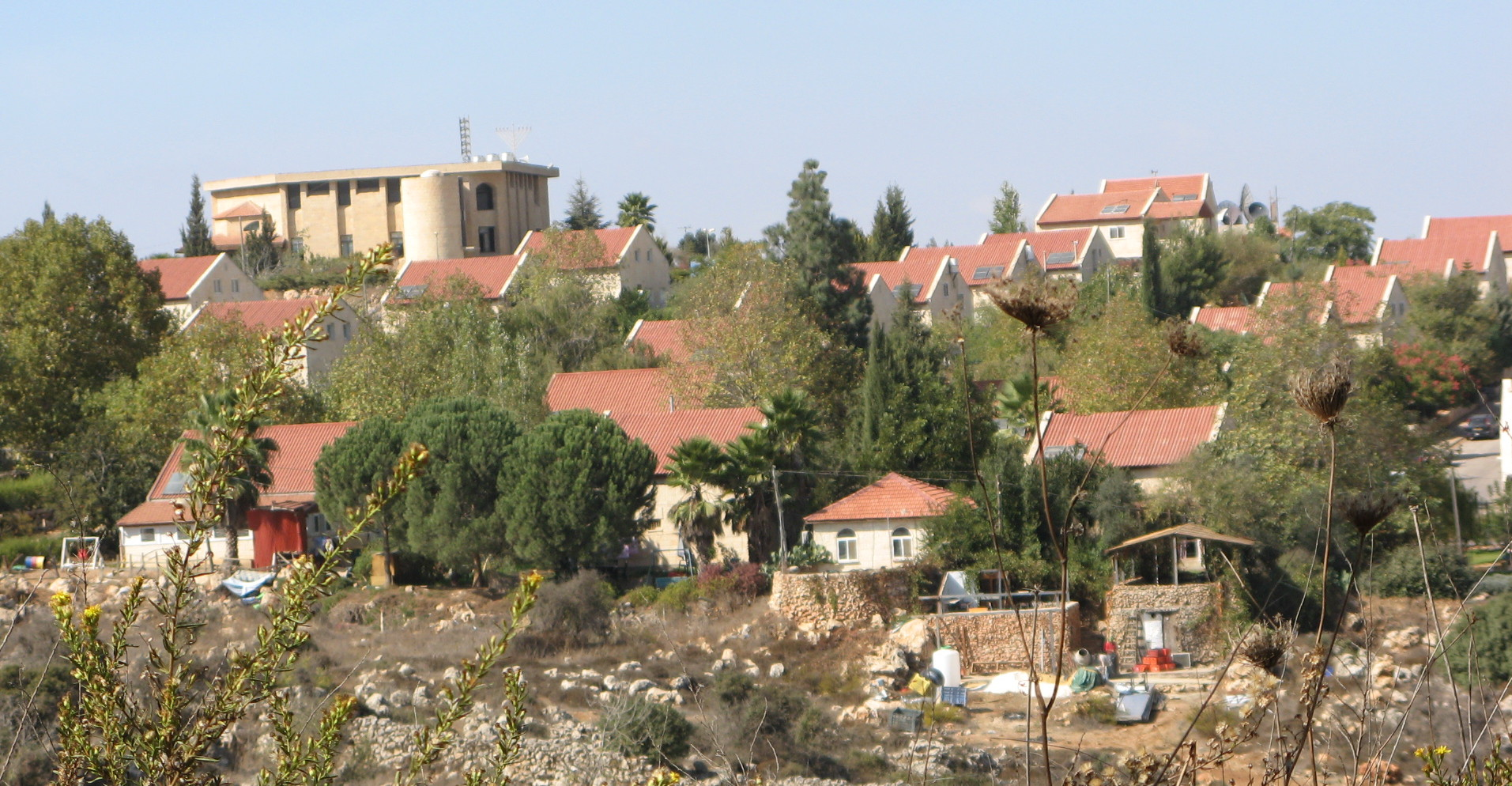
Современный поселок Офра

Офра (ивр. עֹפְרָה‎) — израильское поселение на Западном берегу реки Иордан, в Самарии, к северу от Иерусалима.

## В древности
Офра — древний израильский город на севере надела колена Вениамина, недалеко от Бет-Эля (Нав. 18:23). Упомянут в Первой Книге Царств: «по дороге к Офре, в округ Суаль» (I Цар. 13:17). Видимо, тот же город — в различных вариантах — упомянут в II Пар. 13:19 (Эфраин или Эфрон), I Макк. 11:34 (по-гречески Аферема), в Новом завете (Иоанн 11:54 — Эфраим), в «Ономастиконе» Евсевия (28:4; 90:19) и на карте из Медвы (Эфрон).
По мнению большинства археологов, руины древней Офры находятся на территории арабской христианской деревни Тайбэ, расположенной к северо-востоку от современного поселка Офра.

## Создание современного поселка
Весной 1975 году, после первых демонстраций в Себастии, среди активистов Гуш Эмуним стало известно, что набирается рабочая бригада для строительства забора вокруг военной базы ПВО на горе Бааль Хацор, примерно в 30 км к северу от Иерусалима. С целью создания поселения в эту бригаду нанимаются несколько активистов Гуш Эмуним.
Вначале рабочие каждое утро выезжали из Иерусалима и возвращались туда. У подножия горы Бааль Хацор, на окраине арабской деревни Эйн-Ябруд, находилась заброшенная иорданская военная база. 9 ияра 5735 года (1975) несколько рабочих не стали возвращаться в Иерусалим, а остались ночевать в заброшенных казармах. Этот день считается днем основания Офры и празднуется ежегодно.
Рабочие бригады обратились к министру обороны Шимону Пересу с просьбой разрешить обосновать на этой заброшенной иорданской базе рабочий лагерь, чтобы изо дня в день не тратить время на дорогу в Иерусалим. Перес в тот период пытался обойти Рабина справа, поэтому он выдал разрешение.
«Временный рабочий лагерь» с первых же дней был основан как поселение. Десятки добровольцев помогали нескольким семьям в ремонте, прокладке инфраструктуры, охране и т. п.

## Общинное поселение
Первые годы поселение вело почти киббуцный образ жизни, включая общую столовую, в которой работали по очереди, также по очереди охраняли поселение, занимались посадкой садов и т. п. На протяжении нескольких лет условием принятия в члены было согласие хотя бы одного из членов семьи работать в поселении.
С первых же дней для основателей важнейшей задачей явилось создание населенного пункта нового типа — Общинное поселение. Все вопросы жизни поселения решались общим собранием большинством голосов.
На протяжении многих лет Офра воспринималась как центр поселенческого движения. Шуламит Алони назвала её «крейсером поселенческого движения», а Амос Оз высказывал предположения, что для изгнания поселенцев Офру придется штурмовать танками.
Являясь первым поселением к северу от Иерусалима, Офра оказала большую поддержку при основании других поселений этого района — Шило, Бейт-Эль, Эли и др.
В 1990-е годы поселение приняло значительное количество новых репатриантов из стран бывшего Советского Союза, Эфиопии и Франции.

## Население
По данным Центрального статистического бюро Израиля, население на начало 2020 года составляло 3 043 человека.

## География
Офра расположена на плоскогорье на высоте 860 м, непосредственно на водораздельном хребте; так что осадки в старых кварталах (западная часть) — в средиземноморском бассейне, а на Гиват Цви (восточная часть) — в бассейне Мертвого моря.

## Известные жители и уроженцы
- Майкл Нетцер[англ.] — американо-израильский художник, наиболее известный своими работами по комиксам для DC Comics и Marvel Comics. Проживает в Офре с 1985 года[4].
- Иегуда Эцион[англ.] — сооснователь «Гуш Эмуним», живёт в Офре по сей день[5]
- Ефим Риненберг —  израильский театральный актёр и режиссёр. Провёл в Офре детство и юность[6].

## Амона
В 1997 году недалеко от поселения был основан аванпост Амона. В 2016—2017 его эвакуация и дальнейшая судьба стали центром политического противостояния, широко обсуждавшегося в Израиле.